# La Higourdais
La Higourdais est un lieu-dit situé sur la commune de Epiniac en Ille-et-Vilaine. On y trouve un corps de ferme autrefois un manoir des XVe et XVIe siècles. En 1989, le conseil général d'Ille-et-Vilaine a créé le Parc de la Higourdais, un espace naturel au sud-ouest de la vallée de Landal.

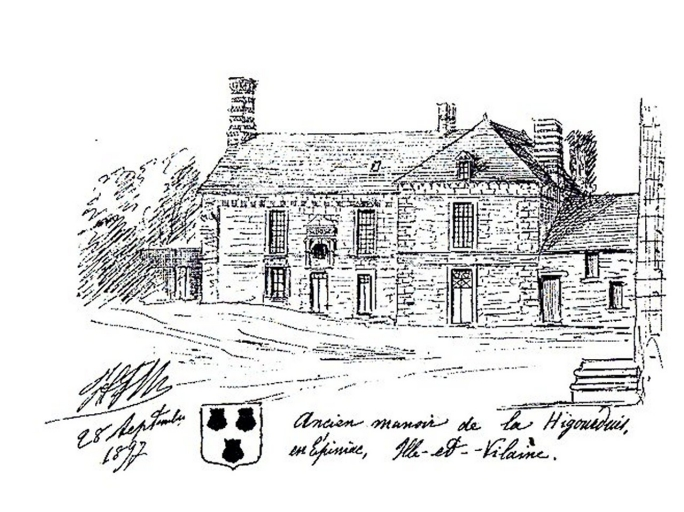
Ancien manoir de la Higourdais en Epiniac, Ille-et-Vilaine.

## Description

### Situation
À 15 kilomètres du littoral, dans la baie du Mont-Saint-Michel, se trouve le lieu dit de la Higourdais. Il appartient à la commune de Epiniac en Bretagne mais se trouve également en bordure de la commune de Broualan.
Cette ancienne demeure seigneuriale surplombe deux étangs en cascade qui alimentent le ruisseau de Landal (anciennement nommé « la mère-eau ») dans la vallée du même nom, non loin du château de Landal.

### Liste des bâtiments
| Bâtiment                                | Date de construction                  | Aujourd'hui | Architecture |
| --------------------------------------- | ------------------------------------- | --- | --- |
| Le manoir                               | Deuxième moitié du XVe et XVIe siècle | Encore existant en 1897, il ne reste aujourd'hui que certains murs, une souche de cheminée comparable à celle du pavillon d'Espinay au manoir des Ormes et des contreforts.                                                                      | Gros œuvre en granit/moellon et la couverture est en ardoise                                                        |
| Le moulin à eau et fournil              | XVIIIe et XIXe siècles                | Le moulin, après un début de restauration à la fin du XXe siècle, est classé comme APPB et a été laissé en l'état dans le but de protéger une espèce de chauve-souris, le petit rhinolophes qui en a fait son habitat. Le fournil est en ruines. | Moulin: Gros œuvre en granit/moellon et la couverture est en ardoise. Fournil: Gros œuvre en granite et en moellon. |
| Le fournil restauré                     | XIX et XXe siècle                     | Le fournil, restauré par le conseil général d'Ille-et-Vilaine est aujourd'hui ouvert au public. | Couvert en chaume                                                                                                   |
| La chapelle                             | ? (présent sur le cadastre de 1812)   | Démolie au début du XXe siècle, quelques fondations témoignent de l’ancienne présence de la chapelle. | une petite structure bâtie de plan centrée à quatre bras                                                            |
| Le colombier                            | ? (présent sur le cadastre de 1812)   | Il ne reste plus aucune trace du colombier. | Structure de forme circulaire                                                                                       |
| La ferme, les étables et les porcheries | Limite XIXe et XXe siècle             | Ces bâtiments accueillent aujourd'hui les touristes en gîtes et chambre d’hôtes. | Gros œuvre en schiste/moellon et la couverture est en ardoise                                                       |

## Historique

### Chronologie
La première trace écrite d'une habitation au bord des étangs de la Higourdais date du XIIIe siècle sous le nom "ferme de Diablere". En effet, les premiers seigneurs du lieu se nommaient "Le Diable de la Higourdais". Ils avaient probablement pour origine le peuple celte des Diablintes. Le château voisin de Landal est cité lui dès le XIIe siècle.
Au début du XVe siècle, Thomas Le Diable prit le nom de Thomas Marie, seigneur de la Higourdais dont la maison noble exerçait moyenne et basse justice, ce qui lui permettait de percevoir l'impôt et de faire respecter la loi. La famille Marie de la Higourdais fut propriétaire du lieu jusqu’à la Révolution en 1789.
Au XVIe siècle, la famille Marie de la Higourdais fit don à l'église Saint-Pierre d'Epiniac un bas-relief, classé, figurant la mort de la Vierge.

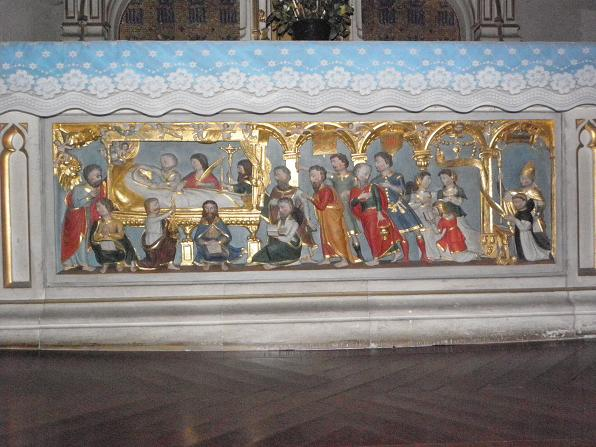
Bas-relief de la mort de la Vierge

Des sabotiers itinérants ont parcouru les bois de la vallée jusqu'à la fin du XIXe siècle afin de confectionner des sabots en bois de hêtre.
Note : Dans la littérature on trouve aussi les orthographes suivantes "Hygourdai-Higourdai-Higourdaye-Higourdaie".

### Héraldique
- Alias : deux channes et une molette (sceau 1410)[16].
- Armoiries: D'argent, à trois coquilles de sable[16], (BL), Arrêté du 8. Juillet 1669. (29-M TSL)

## Le parc de la Higourdais
Le parc de la Higourdais est un espace naturel qui permet de conserver la faune et la flore dont une espèce de chauve-souris, la rhinolophes, 64 espèces d'oiseaux recensés, des amphibiens, couleuvres, lézards, loutres, campagnols, renards roux, chevreuils, anguille, gardon, carpe, martin-pêcheur, triton alpestre, libellule déprimée, calopteryx virgo, grenouille verte, bergeronnette des ruisseaux…
Le parc accueille aussi chaque année des randonneurs sur ses circuits balisés, il s'étend sur 16 hectares et sur trois communes Epiniac, la Boussac et Broualan.
La gestion du parc se fait par le conseil départemental depuis 1989 qui a inscrit ce site dans sa politique de protection des espaces naturels.